# Stacy (fumetto)
Stacy è un romanzo grafico pubblicato dall'autore italiano Gian Alfonso Pacinotti, in arte Gipi, nel settembre 2023. La storia è ispirata da una vicenda personale dell'autore, che nel 2021 è stato coinvolto in una polemica sui social network a seguito di una vignetta sulla violenza contro le donne, anche se la polemica di cui è vittima il protagonista ricorda in parte un altro caso che aveva coinvolto il fumettista Mattia Labadessa e le polemiche sulle opere del fumettista francese Bastien Vivès.

## Trama
Gianni è uno sceneggiatore di successo, ma un giorno durante un'intervista racconta un suo sogno controverso in cui avrebbe rapito una ragazza di nome Stacy che descrive utilizzando la frase «Stacy è burrosa». Il suo sogno e soprattutto le tre parole utilizzate per descrivere Stacy scatenano un'ondata di indignazione sui social network che isola completamente Gianni anche da quelli che lui credeva essere suoi amici.
Durante il suo isolamento, che passa ad autocompatirsi e a guardare programmi televisivi spazzatura come Temptation Island è accompagnato da un demone, che dialoga con lui e lo istiga alla vendetta nei confronti dei suoi ex-amici proponendogli di far saltare in aria l'ufficio con un borsone pieno di esplosivo. In questo suo delirio onirico Gianni crede di aver davvero rapito Stacy e di averla rinchiusa nel suo scantinato, e dialoga con lei dichiarandole il suo amore incondizionato. Nel mondo reale intanto Gianni riesce pian piano a riconquistare la fiducia dei suoi colleghi sceneggiatori e in particolare di Lalla, la responsabile della nuova serie "Lady Sara", con cui instaura anche una relazione sessuale.
La storia si conclude con la completa riabilitazione di Gianni, ormai pienamente integrato nelle nuove logiche woke che regolano la produzione delle serie televisive, ma nell'ultima pagina, sotto il tavolo in cui gli sceneggiatori stanno festeggiando viene mostrato il borsone esplosivo, lasciando il dubbio che il delirio del protagonista fosse reale.

## Stile grafico
L'opera è disegnata completamente in bianco e nero, e alterna ai disegni delle pagine di testo che descrivono il flusso di pensiero del protagonista. Le pagine sono organizzate in maniera differente per segnare uno stacco fra le due dimensioni in cui si svolge il racconto: la parte in cui il protagonista affronta il suo demone è composta da vignette ampie e luminose, mentre la parte "reale", che descrive i suoi rapporti con gli altri sceneggiatori, è divisa in vignette strette e divise da una "gabbia" che non lascia alcuno spazio bianco. L'autore al riguardo ha dichiarato "È una cosa che non si fa, perché lo spazio bianco è molto importante per dividere le scene e per dare respiro. Io invece volevo levare il respiro con queste pagine così fitte e così compresse”.

## Edizioni
- Gipi, Stacy, Bologna, Coconino Press-Fandango, 2023,  p. 264, ISBN 9788876187049.